# サラトガ郡 (ニューヨーク州)
サラトガ郡（英: Saratoga County）は、アメリカ合衆国ニューヨーク州の東部に位置する郡である。人口は23万5509人（2020年）。郡庁所在地はボールストンスパ村（人口5,409人）であり、同郡で人口最大の都市はサラトガ・スプリングズ市（人口2万6586人）である。郡名はインディアンの言葉で、「川そばの岡」を意味する "sah-rah-ka" あるいは "Sarach-togue" が訛ったものである。
サラトガ郡はオールバニ・スケネクタディ・トロイ大都市圏に属している。

## 歴史
1683年にニューヨーク植民地で郡が作られたとき、現在のサラトガ郡地域はオールバニ郡に属していた。これは巨大な郡であり、ニューヨーク州北部とバーモント州の全てを含んでおり、さらに理論的には西の太平洋岸まで広がっていた。1766年7月3日に、カンバーランド郡を分離し、1770年3月16日にグロスター郡を分離したが、どちらも現在はバーモント州に含まれている。
1772年3月12日、オールバニ郡が3分割され、オールバニ郡、トライアン郡（現在のモンゴメリー郡）、シャーロット郡（現在のワシントン郡）の3郡になった。1772年から1786年のオールバニ郡には、現在のオールバニ郡以外にコロンビア郡、レンセリア郡、サラトガ郡、スケネクタディ郡の全体と、グリーン郡とワシントン郡の一部が含まれ、また現在のバーモント州南西隅を含むものだった。
1786年オールバニ郡からコロンビア郡が分離設立された。
1791年、オールバニ郡からサラトガ郡がレンセリア郡と共に分離設立された。
19世紀のサラトガ郡は工業の重要な中心地だった。デラウェア・アンド・ハドソン鉄道でオールバニ市の北30マイル (50 km) に位置し、ハドソン川やカヤデロセラス・クリークの水力を得ることができたので、1810年から急速に工業が発展した。中でも製紙、革加工、鋳造業、繊維業が盛んだった。

## 地理
サラトガ郡はニューヨーク州の北東部にあり、オールバニ市の北、トロイ市の北西、ユーティカ市の東に位置している。
アメリカ合衆国国勢調査局に拠れば、郡域全面積は844平方マイル (2,190 km2)であり、このうち陸地812平方マイル (2,100 km2)、水域は32平方マイル (83 km2)で水域率は3.78%である。

### 空港
郡内には次の公共用途空港がある。
- サラトガ郡空港 (5B2) – サラトガ・スプリングズ市
- ガーンジーズ空港 (B04) – スカイラービル
- ヒーバー・エアパーク (K30) – ガンズボート
- プラトースカイ・ランチ空港 (1F2) – エディンバーグ
- ラウンドレイク空港 (W57) – ラウンドレイク

### 隣接する郡
- ウォーレン郡 - 北
- ワシントン郡 - 北東
- ワシントン郡 - 東
- レンセリア郡 - 南東
- オールバニ郡 - 南
- オールバニ郡 - 南西
- モンゴメリー郡 - 西
- フルトン郡 - 西
- スケネクタディ郡 - 西
- ハミルトン郡 - 北西

## 人口動態
以下は2000年国勢調査による人口統計データである。
| 基礎データ - 人口: 200,635 人 - 世帯数: 78,165 世帯 - 家族数: 53,699 家族 - 人口密度: 95人/km2（247人/mi2） - 住居数: 86,701 軒 - 住居密度: 41軒/km2（107軒/mi2） 人種別人口構成（2008年時点） - 白人: 95.98% - アフリカン・アメリカン: 1.36% - ネイティブ・アメリカン: 0.18% - アジア人: 1.04% - 太平洋諸島系: 0.02% - その他の人種: 0.42% - 混血: 1.00% - ヒスパニック・ラテン系: 1.41% 先祖による構成 - アイルランド系：19.6% - イタリア系：16.2% - ドイツ系：11.4% - イギリス系：10.2% - フランス系：7.2% - ポーランド系：5.9% - アメリカ人：5.4% 言語による構成 - 英語：95.2% - スペイン語：1.4% | 年齢別人口構成 - 18歳未満: 25.0% - 18-24歳: 7.8% - 25-44歳: 31.5% - 45-64歳: 24.2% - 65歳以上: 11.5% - 年齢の中央値: 37歳 - 性比（女性100人あたり男性の人口） - 総人口: 97.2 - 18歳以上: 94.6 世帯と家族（対世帯数） - 18歳未満の子供がいる: 33.6% - 結婚・同居している夫婦: 56.2% - 未婚・離婚・死別女性が世帯主: 9.0% - 非家族世帯: 31.3% - 単身世帯: 24.5% - 65歳以上の老人1人暮らし: 8.5% - 平均構成人数 - 世帯: 2.51人 - 家族: 3.01人 収入と家計 - 収入の中央値 - 世帯: 49,460米ドル - 家族: 58,213米ドル - 性別 - 男性: 40,901米ドル - 女性: 29,583米ドル - 人口1人あたり収入: 23,945米ドル - 貧困線以下 - 対人口: 5.7% - 対家族数: 3.8% - 18歳未満: 6.5% - 65歳以上: 5.8% |

1960年代にアディロンダック・ノースウェイが建設されて以来、サラトガ郡は州都地区やアップステート・ニューヨークで常に成長速度の高い郡となった。1960年の人口が89,000人に過ぎなかったので、50年間で2倍以上になっている。

## 郡政府と政治
サラトガ郡では町の監督官がその代表となる監督官理事会が統治している。サラトガ・スプリングズ市は2人の監督官を選出し、メカニックビル市は1人の監督官を選出しているが、それぞれの市では特に権限が無い。クリフトンパーク町も2人の監督官を選出しており、1人は町の監督官として選出され、もう1人は郡の理事会に出るのみの任務である。監督官の投票は町の人口によって重み付けされる。このためにサラトガ・スプリングズ市とクリフトンパーク町が2人の監督官を送り出している。2012年から2013年の理事会の構成は、共和党19人、民主党3人、独立系1人となっている。郡全体に関わる役人は保安官、地区検事、郡事務官、財務官、郡判事、家庭裁判所判事、検認判事であるが、共和党が独占している。
大半の選挙でも共和党を支持する傾向にある。2004年アメリカ合衆国大統領選挙では共和党のジョージ・W・ブッシュに53%の支持を与えて勝たせたが、2008年では民主党のバラク・オバマを51%が支持して共和党のジョン・マケインを破った。民主党がサラトガ郡を制したのは1996年以来12年ぶりだった。アメリカ合衆国下院では、郡の大半が共和党員を送り出している選挙区に入っているが、ウォーターフォードは例外であり、民主党員を送り出している。
主義会上院では共和党員2人を選出し、下院では民主党2人、共和党3人を選出している。
民主党はサラトガ・スプリングズ市で強く、1988年の大統領選挙から常に民主党候補を支持してきた。共和党は大半が田園部と準郊外部である郡西部で強い。2005年、民主党はサラトガ・スプリングズ市議会の過半数を取り、それまで続いていた共和党支配を止めた。しかし、共和党は2007年の選挙で、民主党が市長選挙で分裂したことを利用し、議会の多数を取り戻した。2009年、共和党は市議会の絶対多数を取った。2011年、民主党が市議会の多数を取り戻したが、市長は共和党が再選された。サラトガ郡監督官理事会には共和党、民主党各1人を送り出している。

## 都市と町
州法の下に、市、村、町の3種類の自治体がある。

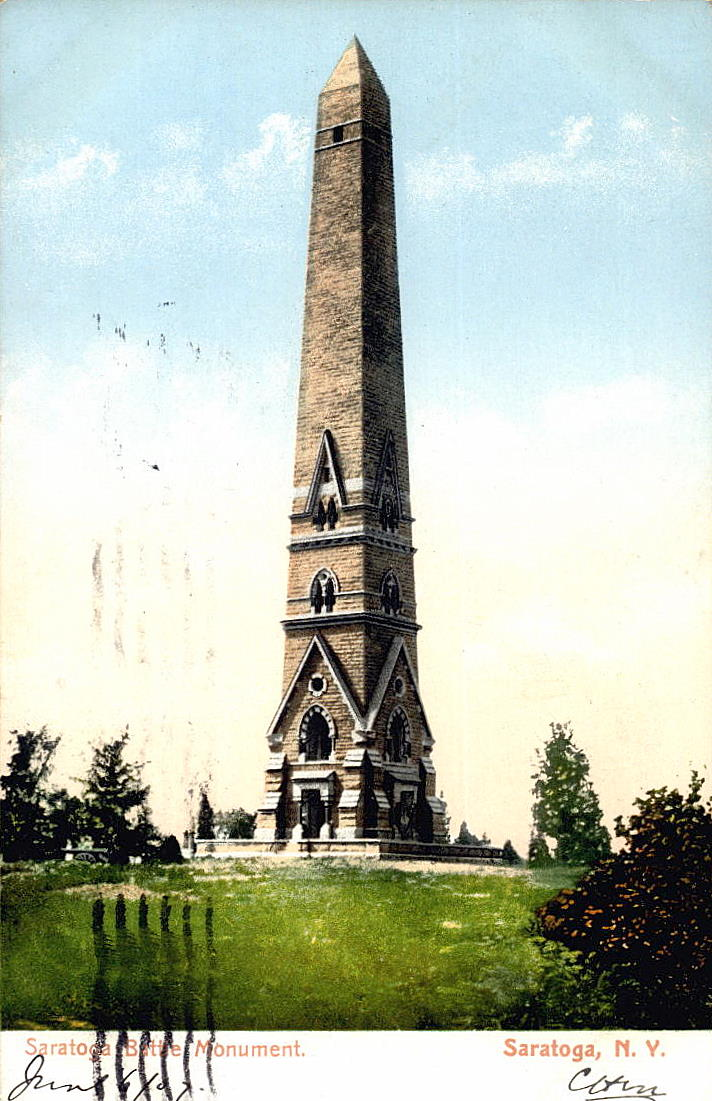
サラトガ国立歴史公園にある記念碑

- サラトガ・スプリングズ市
- メカニックビル市
- サラトガ町
- ボールストンスパ村 - 郡庁所在地
- ボールストン町
- チャールトン町
- クリフトンパーク町
- コリンス町
- コリンス町
- デイ町
- エディンバーグ町
- ガルウェイ町
- ガルウェイ村
- グリーンフィールド町
- ハドリー町
- ハーフムーン町
- マルタ町
- ミルトン町
- モロー町
- ノーサンバーランド町
- プロビデンス
- ラウンドレイク村
- スカイラービル村
- サウスグレンズフォールズ村
- スティルウォーター町
- スティルウォーター村
- ウォーターフォード町
- ウォーターフォード村
- ウィルトン町

## 公園とレクリエーション
サラトガ郡では、サラトガ競馬場が開かれる7月から9月初旬の間が特に人気がある。この世界的なレース場は1863年からの歴史がある。競馬ファンが多く集まってくる。サラトガの戦いが起きた場所なのでアメリカ史における役割でも知られている。サラトガ国立歴史公園はハドソン川沿いのスティルウォーターにあり、車で回ることができる。自然の美しい景観でも定評があり、バーモント州のグリーン山地が遠くに見られる。
サラトガ・スパ州立公園には、かつてのサラトガ郡を繁栄させた鉱泉がある。大きな州立公園であり、ホテルが1軒、プールが2か所、鉱泉浴、サラトガ芸能センター、ピクニック場、ハイキング道があり、多くの鉱泉も湧いている。
近くには国内最大級のアディロンダック公園もある。郡北西部が公園の中に入っている。